# Henri Dabadie
Pour les articles homonymes, voir Dabadie.
Henri Célestin Louis Dabadie, né le 1er décembre 1867 à Pau et mort le 19 octobre 1949 à Saint-Mandé, est un peintre orientaliste et paysagiste français.

## Biographie

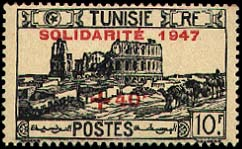
Timbre par Henri Dabadie (1947)

Élève de Jules-Élie Delaunay et de Henri Michel-Lévy, il étudie aux Beaux-Arts et il expose au Salon des artistes français à partir de 1894 dès l'âge de 18 ans avec son tableau Funérailles d’une Grecque (1885). Il y obtient en 1895 une médaille de 3e classe et en 1901 une médaille de 2e classe, année où il est placé en hors-concours.
Il est l'ami du peintre Eugène Trigoulet dont il est le témoin de sa mort, en 1910, à Berck.
Il remporte en 1928 le prix de l'Indochine, puis en 1943 le prix Paul Chabas.
Son tableau Matinée d'automne dans le Sahel est au Musée du Luxembourg.
Il a également vécu à Carthage, où il a été conservateur du musée de Carthage.
Henri Dabadie est enterré au cimetière de Léhon, commune de Dinan dans les Côtes d'Armor.

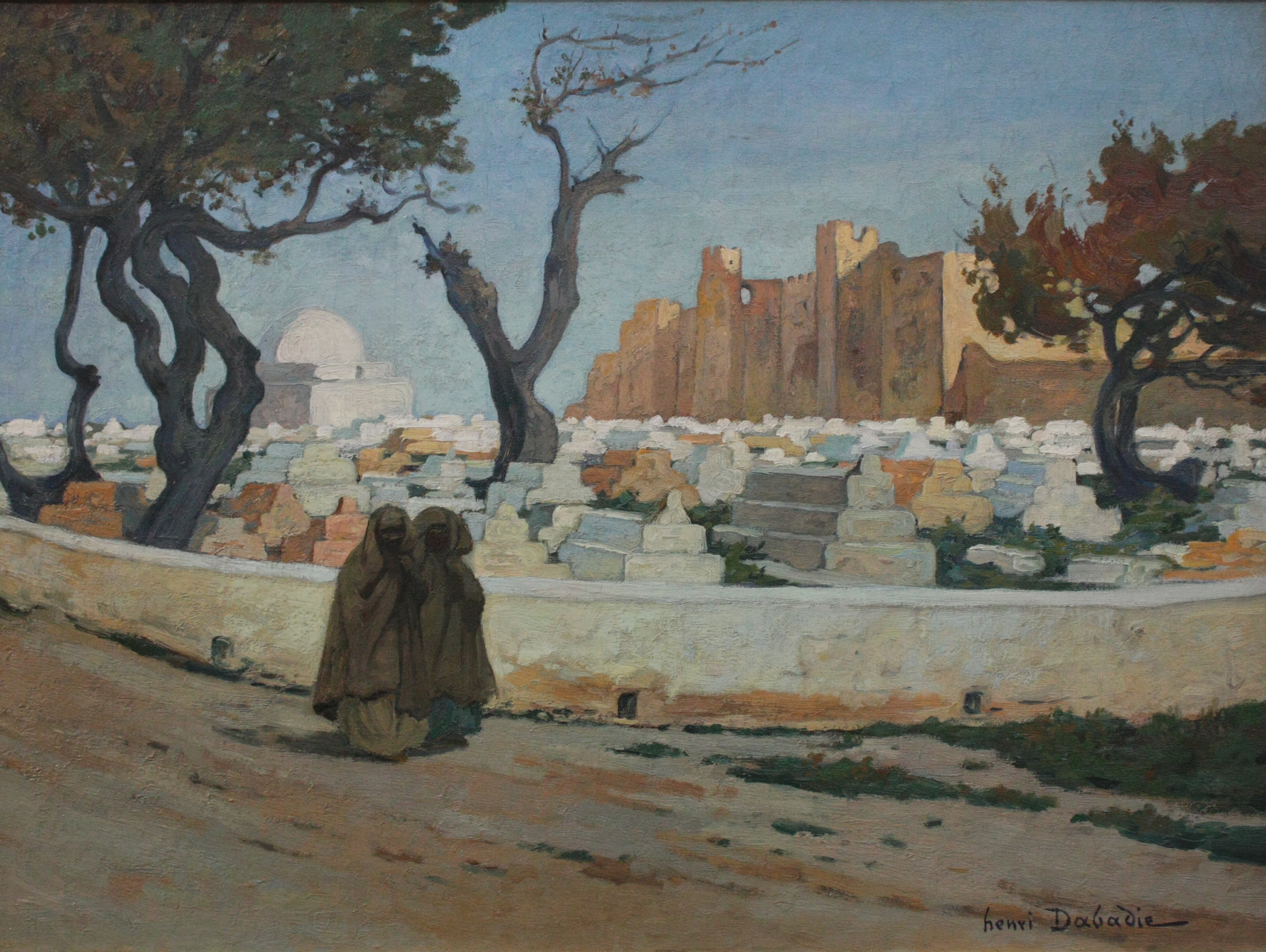
Monastir (Tunisie), le cimetière, musée des Beaux-Arts de Pau.

## Distinctions
Henri Dabadie est nommé chevalier de la Légion d'honneur par décret du 31 octobre 1912 et promu officier par décret du 21 octobre 1932.

## Son œuvre
L’œuvre d’ Henri Dabadie témoignent de l’art de son époque , la Troisième République.
A la fois peintre de paysages bretons, de vues d’Orient et d’Indochine ou marines hollandaises ; dans sa technique picturale éclectique, on remarque des influences des peintres de Pont-Aven, ou des nabis comme Maurice Denis.
Il va même puisé certains de ses sujets dans d’autres œuvres de son époque. Dans son tableau Le départ des Islandais ; baie de Paimpol (vers 1901), conservé au Musée d'Arts de Nantes, il s’inspire du roman de Pierre Loti Pêcheur d'Islande (1886) et la chanson La Paimpolaise de Théodore Botrel ; notamment met en scène le personnage de Maud (du roman, puis de la chanson).

## Pour approfondir